# Carrier Global Corporation
Carrier Global Corporation är ett amerikanskt multinationellt tillverkningsföretag med verksamhet inom VVS, värme, ventilation och luftkonditionering, samt kommersiella kylskåp och frysar. I november 2020 hade de en personalstyrka på fler än 53 000 anställda, som arbetar i fler än 180 länder världen över.
1979 köptes företaget av United Technologies Corporation. I november 2018 meddelade UTC att Carrier skulle knoppas av till att vara ett självständigt företag och det slutfördes den 3 april 2020 när UTC blev fusionerad med försvarskoncernen Raytheon Company och bildade Raytheon Technologies Corporation.